# Archoserica bogosana
Archoserica bogosana är en skalbaggsart som beskrevs av Brenske 1901. Archoserica bogosana ingår i släktet Archoserica och familjen Melolonthidae. Inga underarter finns listade.